# 長谷村 (島根県)
長谷村（ながたにむら）は、島根県邑智郡にあった村。現在の江津市、浜田市の一部にあたる。

## 地理
- 河川：八戸川[1]、長谷川[2]、江川[3]、勝地川[1]

## 歴史
- 1889年（明治22年）4月1日、町村制の施行により、邑智郡八戸村、長谷村、清見村が合併して村制施行し、長谷村が発足[2][4]。
- 1901年（明治34年）、邑智郡市山村の大字井沢を編入[2]。
- 1954年（昭和29年）4月1日、邑智郡市山村、川戸村、谷住郷村、川越村と合併し、桜江村を新設して廃止された[2][4]。

### 地名の由来
長い谷間の里のため。

## 産業
- 農業[2]、半紙[1]。